# Ettaler Forst
Ettaler Forst är ett kommunfritt område i Landkreis Garmisch-Partenkirchen i Regierungsbezirk Oberbayern i förbundslandet Bayern i Tyskland.